# Бобота (Трпиня)
Бобота (хорв. Bobota) — населений пункт у Хорватії, у Вуковарсько-Сремській жупанії у складі громади Трпиня.

## Населення
Населення за даними перепису 2011 року становило 1 491 осіб.
Динаміка чисельності населення поселення:

## Клімат
Середня річна температура становить 11,18 °C, середня максимальна – 25,61 °C, а середня мінімальна – -5,93 °C. Середня річна кількість опадів – 653 мм.
| Клімат поселення                              | Клімат поселення | Клімат поселення | Клімат поселення | Клімат поселення | Клімат поселення | Клімат поселення | Клімат поселення | Клімат поселення | Клімат поселення | Клімат поселення | Клімат поселення | Клімат поселення | Клімат поселення |
| Показник                                      | Січ.             | Лют.             | Бер.             | Квіт.            | Трав.            | Черв.            | Лип.             | Серп.            | Вер.             | Жовт.            | Лист.            | Груд.            |                  |
| Середній максимум, °C                         | 6,10             | 8,00             | 12,70            | 17,40            | 22,80            | 25,61            | 25,18            | 24,90            | 20,90            | 15,35            | 9,37             | 5,40             |                  |
| Середня температура, °C                       | 0,08             | 2,00             | 6,68             | 11,39            | 16,80            | 19,60            | 21,20            | 21,00            | 17,00            | 11,40            | 5,44             | 1,50             |                  |
| Середній мінімум, °C                          | −5,93            | −4               | 0,66             | 5,36             | 10,80            | 13,60            | 17,30            | 17,10            | 13,10            | 7,50             | 1,53             | −2,41            |                  |
| Норма опадів, мм                              | 42               | 37               | 40               | 52               | 61               | 82               | 66               | 61               | 49               | 53               | 60               | 50               |                  |
| Середньомісячна швидкість вітру, м/с          | 2.30             | 2.53             | 2.90             | 2.77             | 2.50             | 2.22             | 2.20             | 2.00             | 2.00             | 2.20             | 2.30             | 2.35             |                  |
| Середньомісячна сонячна радіація, кДж/м²·день | 4271             | 6975             | 11027            | 15584            | 19331            | 21707            | 22255            | 20401            | 15139            | 9534             | 4864             | 3558             |                  |
| --------------------------------------------- | ---------------- | ---------------- | ---------------- | ---------------- | ---------------- | ---------------- | ---------------- | ---------------- | ---------------- | ---------------- | ---------------- | ---------------- | ---------------- |
| Джерело:                                      |                  |                  |                  |                  |                  |                  |                  |                  |                  |                  |                  |                  |                  |